# Graeteriella bertrandi
Graeteriella bertrandi – gatunek widłonoga z rodziny Cyclopidae. Nazwa naukowa tego gatunku skorupiaków została opublikowana w 1974 roku przez francuską zoolog Françoise Lescher-Moutoué.